# Nigeria op de Olympische Zomerspelen 2012
Nigeria nam deel aan de Olympische Zomerspelen 2012 in Londen, Verenigd Koninkrijk.

## Deelnemers en resultaten
(m) = mannen, (v) = vrouwen

### Atletiek
| Olympiër                                                                                   | Onderdeel              | Resultaat | Prestatie |
| ------------------------------------------------------------------------------------------ | ---------------------- | --------- | --- |
| Ogho-Oghene Egwero                                                                         | 100m (m)               | 40e       | serie 4: 6de in 10,38 |
| Peter Emelieze                                                                             | 100m (m)               | 25e       | serie 6: 5de in 10,22 |
| Obinna Joseph Metu                                                                         | 100m (m)               | 38e       | serie 5: 5de in 10,35 |
| Noah Akwu                                                                                  | 200m (m)               | 27e       | serie 1: 5de in 20,67 |
| Selim Nurudeen                                                                             | 110m horden (m)        | 18e       | serie 6: 2de in 13,51 halve finale 2: 4de in 13,55 |
| Amaechi Morton                                                                             | 400m (m)               | DSQ       | serie 1: 3de in 49,34 halve finale 3: gediskwalificeerd |
| Stanley Gbageke                                                                            | verspringen (m)        | 27e       | kwalificatie groep B: 13de met 7,59m |
| Tosin Oke                                                                                  | hink-stap-springen (m) | 7e        | kwalificatie groep A: 5de met 16,83m finale: 7de met 16,95m |
|                                                                                            |                        |           | |
| Gloria Asumnu                                                                              | 100m (v)               | 13e       | serie 3: 3de in 11,13 halve finale 2: 5de in 11,21 |
| Blessing Okagbare                                                                          | 100m (v)               | 8e        | serie 4: 1ste in 10,93 halve finale 3: 1ste in 10,92 finale: 8ste in 11,01                                                                                               |
| Oludamola Osayomi                                                                          | 100m (v)               | 29e       | serie 7: 4de in 11,36 |
| Gloria Asumnu                                                                              | 200m (v)               | 35e       | serie 3: 6de in 23,43 |
| Christy Udoh                                                                               | 200m (v)               | 25e       | serie 1: 5de in 23,19 |
| Regina George                                                                              | 400m (v)               | 10e       | serie 7: 1ste in 51,24 halve finale 2: 5de in 51,35 |
| Omolara Omotosho                                                                           | 400m (v)               | 12e       | serie 3: 4de in 52,11 halve finale 3: 3de in 51,41 |
| Seun Adigun                                                                                | 100m horden (v)        | 30e       | serie 2: 4de in 13,56 |
| Muizat Ajoke Odumosu                                                                       | 400m horden (v)        | 7e        | serie 2: 2de in 54,93 halve finale 3: 1ste in 54,40 (NR) finale: 7de in 55,31                                                                                            |
| Gloria Asumnu Wisdom Isoken Blessing Okagbare Oludamola Osayomi Christy Udoh               | 4x100m (v)             | 4e        | serie 1: 5de in 42,74 finale: 4de in 42,64 |
| Endurance Abinuwa Bukola Abogunloko Margaret Etim Regina George Omolara Omotosho Idara Otu | 4x400m (v)             | DSQ       | serie 1: 4de in 3.26,29 finale: gediskwalificeerd |
| Blessing Okagbare                                                                          | verspringen (v)        | 17e       | kwalificatie groep A: 7de met 6,34m |
| Doreen Amata                                                                               | hoogspringen (v)       | 17e       | kwalificatie groep B: 8ste met 1,90m |
| Uhunoma Osazuwa                                                                            | zevenkamp (v)          | DNF       | 100m horden: 14de in 13,46 hoogspringen: 24ste met 1,77m kogelstoten: 28ste met 12,77m 200m: 19de in 24,62 verspringen: 29ste met 5,74m speerwerpen: geen geldige poging |

### Basketbal
| Olympiër | Onderdeel | Resultaat | Prestatie |
| --- | --------- | --------- | --- |
| Tony Skinn Ekene Ibekwe Ike Diogu Al-Farouq Aminu Ade Dagunduro Chamberlain Oguchi Koko Archibong Richard Oruche Ejike Ugboaja Derrick Obasohan Alade Aminu Oluminde Oyedeji | mannen    | 10e       | groep A: 5de W van Tunesië: 60-56 V van Litouwen: 53-72 V van Verenigde Staten: 73-156 V van Argentinië: 79-93 V van Frankrijk: 73-79 |

| Groep A |                  |             |             |             |        |        |        |        |
| #       | Land             | Wedstrijden | Wedstrijden | Wedstrijden | Punten | Punten | Punten | Punten |
| #       | Land             | G           | W           | V           | V      | T      | Saldo  | Punten |
| 1       | Verenigde Staten | 5           | 5           | 0           | 589    | 398    | +191   | 10     |
| 2       | Frankrijk        | 5           | 4           | 1           | 376    | 378    | -2     | 9      |
| 3       | Argentinië       | 5           | 3           | 2           | 448    | 424    | +24    | 8      |
| 4       | Litouwen         | 5           | 2           | 3           | 395    | 399    | -4     | 7      |
| 5       | Nigeria          | 5           | 1           | 4           | 338    | 456    | -118   | 6      |
| 6       | Tunesië          | 5           | 0           | 5           | 320    | 411    | -91    | 5      |

| Ronde      | Datum  | Plaats           | Land   | Score      | Land |
| ---------- | ------ | ---------------- | ------ | ---------- | ---- |
| Groepsfase |        |                  |        |            |      |
| 29 juli    | Londen | Nigeria          | 60-56  | Tunesië    |      |
| 31 juli    | Londen | Litouwen         | 72-53  | Nigeria    |      |
| 2 augustus | Londen | Verenigde Staten | 156-73 | Nigeria    |      |
| 4 augustus | Londen | Nigeria          | 79-93  | Argentinië |      |
| 6 augustus | Londen | Frankrijk        | 79-73  | Nigeria    |      |

### Boksen
| Olympiër                | Onderdeel | Resultaat | Prestatie                                                                      |
| ----------------------- | --------- | --------- | ------------------------------------------------------------------------------ |
| Muideen Olalekan Akanji | -75kg (m) | 16e       | 1ste ronde: V van IRL O'Neill: 6-15                                            |
| Lukmon Olaiwola Lawal   | -81kg (m) | 17e       | 1ste ronde: V van JOR Al-Matbouli: 7-19                                        |
|                         |           |           |                                                                                |
| Edith Ogoke             | -75kg (m) | 5e        | 1ste ronde: W van AZE Vystropova: 14-12 kwartfinale: V van RUS Torlopova: 8-18 |

### Gewichtheffen
| Olympiër     | Onderdeel | Resultaat | Prestatie                                                   |
| ------------ | --------- | --------- | ----------------------------------------------------------- |
| Felix Ekpo   | -77kg (m) | 8e        | trekken: 7de met 151kg stoten: 8ste met 180kg totaal: 331kg |
|              |           |           |                                                             |
| Mariam Usman | +75kg (m) | DNF       | trekken: 3de met 129kg stoten: geen geldige poging          |

### Kanovaren
| Olympiër          | Onderdeel      | Resultaat | Prestatie                                                      |
| ----------------- | -------------- | --------- | -------------------------------------------------------------- |
| Jonathan Akinyemi | K-1 slalom (m) | 21e       | voorronde: 21ste run 1: 20ste in 104,70 run 2: 21ste in 146,95 |

### Taekwondo
| Olympiër           | Onderdeel | Resultaat | Prestatie                             |
| ------------------ | --------- | --------- | ------------------------------------- |
| Isah Adam Muhammad | -68kg (m) | 11e       | voorronde: V van JOR Abu-Libdeh: 1-13 |
| Chika Chukwumerije | +80kg (m) | 11e       | voorronde: V van CUB Despaigne: 0-1   |

### Tafeltennis
| Olympiër           | Onderdeel     | Resultaat | Prestatie |
| ------------------ | ------------- | --------- | --- |
| Quadri Aruna       | enkelspel (m) | 33e       | voorronde: vrij 1ste ronde: W van ESP Machado: 4-2 (6-11, 11-6, 3-11, 13-11, 11-8, 11-6) 2de ronde: V van TUR Vang: 2-4 (11-6, 12-10, 10-12, 2-11, 10-12, 10-12) |
| Segun Toriola      | enkelspel (m) | 49e       | voorronde: W van CAN Ho: 4-1 (9-11, 11-5, 11-6, 11-5, 12-10) 1ste ronde: V van SWE Persson: 1-4 (8-11, 7-11, 10-12, 11-9, 6-11)                                  |
|                    |               |           | |
| Offiong Edem       | enkelspel (v) | 65e       | voorronde: V van EGY Meshref: 2-4 (5-11, 11-2, 7-11, 12-10, 6-11, 3-11)                                                                                          |
| Olufunke Oshonaike | enkelspel (v) | 49e       | voorronde: W van IRI Shahsavari: 4-3 (11-13, 11-8, 11-8, 9-11, 11-4, 5-11, 11-3) 1ste ronde: V van ITA Monfardini: 0-4 (7-11, 5-11, 10-12, 1-11)                 |

### Worstelen
| Olympiër           | Onderdeel   | Resultaat   | Prestatie                                                                                        |
| Vrije stijl        | Vrije stijl | Vrije stijl | Vrije stijl                                                                                      |
| ------------------ | ----------- | ----------- | ------------------------------------------------------------------------------------------------ |
| Andrew Dick        | -84kg (m)   | 18e         | kwalificatie: vrij 1ste ronde: V van CUB Espinal: 1-3 herkansingen: V van GEO Marsagishvili: 0-5 |
| Sinivie Boltic     | -96kg (m)   | 14e         | kwalificatie: vrij 1ste ronde: V van MDA Ceban: 1-3                                              |
|                    |             |             |                                                                                                  |
| Blessing Oborududu | -63kg (v)   | 19e         | kwalificatie: vrij 1ste ronde: V van POL Michalik: 0-3                                           |
| Amarachi Obiajunwa | -72kg (v)   | 15e         | kwalificatie: vrij 1ste ronde: V van CHN Wang: 0-5                                               |